# Dobri Zdenci
Dobri Zdenci falu Horvátországban Krapina-Zagorje megyében. Közigazgatásilag Gornja Stubicához tartozik.

## Fekvése
Zágrábtól 22 km-re északra, községközpontjától 5 km-re északkeletre a Horvát Zagorje területén a megye délkeleti részén fekszik.

## Története
A településnek 1857-ben 162, 1910-ben 268 lakosa volt. Trianonig Zágráb vármegye Stubicai járásához tartozott. 2001-ben 163 lakosa volt.

## Nevezetességei
A Béke Királynője tiszteletére szentelt kápolnája 1942-ben épült.

## Külső hivatkozások
Gornja Stubica község honlapja